# My Sister's Keeper
My Sister's Keeper is een dramafilm onder regie van Nick Cassavetes uit 2009, gebaseerd op de gelijknamige bestseller van Jodi Picoult (2004).

## Productie
Kindster Dakota Fanning en haar jongere zus Elle werden in oktober 2007 gekozen. Ook actrice Cameron Diaz werd toen al aangekondigd. Er werd gezegd dat "Elle Fanning een jong meisje zal spelen dat strijdt voor emancipatie tegen haar ouders".
Acteur Alec Baldwin werd in december 2007 geselecteerd als de advocaat van de gezusters. Hij zou herenigd worden met Dakota Fanning, naast wie hij in 2003 ook in The Cat in the Hat was te zien.
Toen echter bekend werd gemaakt dat Dakota Fanning haar hoofd zou moeten kaalscheren voor de rol, trok ze zich terug. Haar kleinere zus besloot ook haar bijdrage aan de film op dat moment te beëindigen. Dit gebeurde in februari 2008. De Oscargenomineerde Abigail Breslin, die haar doorbraak maakte met Little Miss Sunshine (2006), verving haar onmiddellijk. Ze zou Elle Fannings rol op zich nemen. De rol van Dakota Fanning werd overgenomen door Sofia Vassilieva. Joan Cusack was inmiddels ook geselecteerd en zou in 2008 ook naast Breslin te zien zijn in Kit Kittredge: An American Girl.
Thomas Dekker werd op 11 maart 2008 samen met Jason Patric aangekondigd als acteur. De opnamen waren inmiddels begonnen. Dekker maakte twee maanden eerder zijn doorbraak met de hoofdrol in Terminator: The Sarah Connor Chronicles.

## Verhaal
Anna is niet ziek, maar dat zou zo maar kunnen. Als ze elf jaar is, heeft ze ontelbaar veel operaties, transfusies en injecties ondergaan om haar oudere zus Kate te helpen om tegen leukemie te vechten. Anna was geboren als donor voor haar zus. Haar ouders zeggen dat ze daardoor juist nog meer van haar houden.
Maar nu ze ouder begint te worden, kan ze niet stoppen te denken over hoe haar leven als een normaal mens zou zijn, zonder altijd vast te zitten aan haar zus. Daarom neemt ze een beslissing die, op welke leeftijd dan ook, een veel te zware last is: ze klaagt haar ouders aan over de rechten van haar eigen lichaam. Tijdens de rechtszaak gaat het steeds slechter met haar zus Kate. Haar eveneens zieke vriendje, dat ze in het ziekenhuis heeft ontmoet, is overleden, en haar eigen toestand wordt er ook niet beter op. Ze moet terug naar het ziekenhuis en daar moet ze een paar dagen blijven. Tijdens de rechtszaak komen de ouders van Kate en Anna erachter dat Anna haar ouders heeft aangeklaagd omdat Kate dood wil.

## Rolverdeling
- Cameron Diaz – Sara Fitzgerald
- Sofia Vassilieva – Kate Fitzgerald
- Abigail Breslin – Anna Fitzgerald
- Alec Baldwin – Campbell Alexander
- Joan Cusack – Judge De Salvo
- Jason Patric – Brian Fitzgerald
- Evan Ellingson – Jesse Fitzgerald
- Thomas Dekker – Taylor Ambrose